# Línea de alta velocidad Madrid-Alcázar de San Juan-Jaén
La línea de alta velocidad Madrid-Alcázar de San Juan-Jaén es una línea de alta velocidad de España de uso mixto entre Jaén y Alcázar de San Juan, y de uso exclusivo para pasajeros entre Alcázar de San Juan y Madrid. Parte de la línea de alta velocidad Madrid-Sevilla en Mora (Toledo). Se encuentra actualmente en construcción, y comunicará Madrid y Castilla-La Mancha con Jaén a través del paso de Despeñaperros. Algunos tramos están en construcción desde el año 2002.

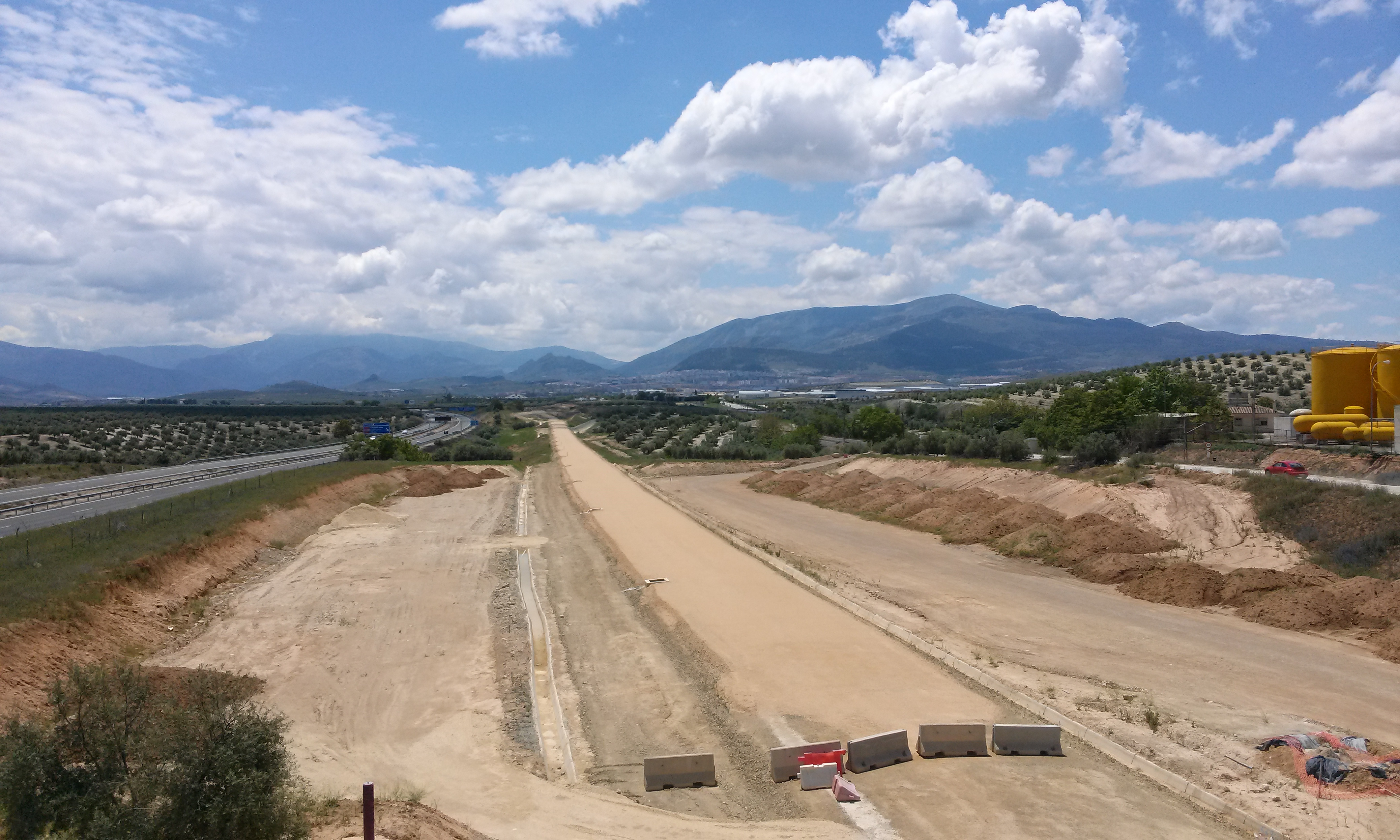
Plataforma en obras del tramo Grañena-Jaén. La ciudad de Jaén al fondo. Mayo de 2016

## Infraestructura original
Originalmente el ferrocarril entre Madrid y Jaén es de vía doble y electrificada desde Madrid hasta Santa Cruz de Mudela, en el entorno de Despeñaperros, en Sierra Morena. A partir de Despeñaperros y hasta Jaén, es vía única electrificada exceptuando la variante de Vadollano-Linares-Baeza, de vía doble, electrificada y apta para alta velocidad.

## Secciones del proyecto
En cuanto al proyecto, se diferencian dos grandes fases: la primera, Mora-Alcázar de San Juan, es una línea de alta velocidad proyectada para tráfico mixto, y la segunda, el tramo Alcázar de San Juan-Jaén, que consiste en la mejora del trazado actual, adaptándolo a parámetros de alta velocidad. En algunas ocasiones se ha presentado una posible extensión de esta línea hasta Granada o incluso Motril, aunque éste no ha pasado del estudio de viabilidad. Como hito ferroviario, en el proyecto se incluye la construcción del puerto seco de Linares.

### Subtramo Mora-Alcázar de San Juan
La línea Mora-Alcázar de San Juan es una línea de alta velocidad proyectada para tráfico mixto (mercancías y pasajeros, aunque en la práctica será en exclusiva para estos últimos) en ancho estándar, doble vía y electrificación a 25 kV en CA. El objetivo es mejorar las comunicaciones para viajeros en el eje Madrid-Jaén, y, a largo plazo, ofrecer una alternativa a los tráficos de AV hacia el sur. Entre las localidades toledanas de Consuegra y Madridejos, se prevé la construcción de una Estación de Viajeros que además servirá como Puesto de Adelantamiento y Estacionamiento de Trenes (PAET). Actualmente se encuentra en proyecto.

### Subtramo Alcázar de San Juan-Jaén
Al contrario que en el caso anterior, el trazado entre Alcázar de San Juan y Jaén es en gran parte una duplicación y modernización del trazado actual. Se aprovecha la duplicación y reforma para hacerla con parámetros de 200 a 250 km/h (mayor entrevía, catenaria adecuada, algunas rectificaciones), pero se mantiene como línea apta para trenes de mercancías que lógicamente circularán a velocidades menores.
Hay previstas varias variantes, entre las cuales cabe destacar la del paso de Despeñaperros, de gran envergadura, que se encuentra en estudio informativo. Los diferentes tramos se construyen en ancho ibérico con traviesas polivalentes para un posterior cambio a ancho estándar. La electrificación es inicialmente a 3.000 V cc, y está preparada para ser transformada a 25 kV ca. En Alcázar se situarán cambiadores de ancho para que los trenes de pasajeros de alta velocidad, que serán de ancho variable, procedentes de Madrid en ancho internacional (1.435 mm) puedan continuar por las vías convencionales (1.668 mm), hasta que no se cambie el ancho de estas. Un objetivo principal de las actuaciones entre Alcázar de San Juan y la bifurcación desde la línea general hacia Jaén en Casas de Torrubia (10 km al suroeste de la estación Linares-Baeza) es proseguir con la adecuación del itinerario Alcázar de San Juan-Linares-Baeza-Córdoba como gran eje de mercancías.
Actualmente se han inaugurado unos 26 kilómetros de este tramo, compuesto por los tramos independientes Vadollano-Linares y Grañena-Jaén, ambos actualmente en servicio.

## Puerto seco de Linares
Se trata de una infraestructura logística que se situará en esta línea de ferrocarril, concretamente junto a la estación de Linares-Baeza, y pretende ser el principal eje de mercancías que entren y salgan de Andalucía. Se enmarca dentro del denominado Corredor Central, o eje ferroviario Sines/Algeciras-Madrid-París, el cual forma parte de la actual Red Transeuropea de Transporte (TEN-T). Según fuentes del Ministerio de Fomento, el futuro centro de transportes intermodal de Linares, o puerto seco, tendrá una superficie total de 128 hectáreas, repartidas en dos fases de actuación, con 47,5 y 61,8 cada una. Tendrá un acceso directo a la Autovía Linares-Albacete, así como un acceso ferroviario a la vía general del ferrocarril Madrid-Sevilla para la salida de las mercancías por tren. Asimismo habrá una terminal ferroviaria con una vía de recepción o expedición y dos vías de carga y descarga, un área de servicios para los transportistas y diversas parcelas logísticas e industriales.

## Futura ampliación hacia Granada
La Junta de Andalucía está realizando un estudio informativo sobre la posibilidad de extender esta línea hacia la ciudad de Granada. La opción que la Junta ha presentado en el Congreso de los Diputados es un recorrido por Martos, Alcaudete y Alcalá la Real, siguiendo parcialmente el trazado de las carreteras A-316 y N-432. El 8 de abril de 2009 se puso en marcha un estudio de viabilidad sobre la posibilidad de prolongar esta línea hasta Motril, en la Costa Granadina. Este estudio cuenta con un presupuesto de 434.000 euros.
Sin embargo, en 2010 desde el Gobierno Andaluz se remarca, a pesar de que las competencias pertenecen al Estado, que la nueva línea ferroviaria de Altas Prestaciones entre Jaén y Granada discurrirá por la comarca de Sierra Mágina y Moreda, enmarcado en el Plan Activa Jaén. La adaptación de este corredor se señala como una obra menos costosa y más útil para mercancías.

## Tramos
| Tramo                               | Kilómetros | Estado (fecha BOE)                     | Plazo ejecución |
| ----------------------------------- | ---------- | -------------------------------------- | --------------- |
| Mora - Consuegra                    | 23,37      | Proyecto adjudicado (25/1/2010)        |                 |
| Consuegra - Madridejos              | 13,3       | Proyecto adjudicado (11/1/2010)        | 18 meses        |
| Madridejos - Herencia               | 15,7       | Proyecto adjudicado (11/1/2010)        | 18 meses        |
| Alcázar de San Juan - Manzanares    | 46,7       | Obras adjudicadas (2/1/2007)           | 48 meses        |
| Manzanares - Santa Cruz de Mudela   | 42         | Proyecto adjudicado (5/4/2001)         | 15 meses        |
| Santa Cruz de Mudela - Vadollano    |            | EI Pendiente de DIA                    |                 |
| Vadollano - Linares-Baeza           | 11,2       | En servicio (Ancho Ibérico - 3000V DC) |                 |
| Linares-Baeza - Casas de Torrubia   | 8,6        | Obras adjudicadas (9/1/2008)           |                 |
| Casas de Torrubia - Guadalbullón    | 13,5       | Proyecto adjudicado (14/4/2007)        |                 |
| Guadalbullón - Grañena              | 7,7        | Proyecto adjudicado (14/4/2007)        |                 |
| Grañena - Jaén                      | 15         | En servicio (Ancho Ibérico - 3000V DC) |                 |
| Integración del ferrocarril en Jaén |            | En Estudio Informativo (6/6/2008)      |                 |
| Jaén - Granada                      |            | En estudio de viabilidad (8/4/2009)    |                 |
| Granada - Motril                    |            | En estudio de viabilidad (8/4/2009)    |                 |